# Heterospathe ramulosa
Heterospathe ramulosa är en enhjärtbladig växtart som beskrevs av Karl Ewald Maximilian Burret. Heterospathe ramulosa ingår i släktet Heterospathe och familjen Arecaceae. Inga underarter finns listade i Catalogue of Life.